# Edythe Morahan de Lauzon
Pour les articles homonymes, voir Morahan et Lauzon.
Edythe Morahan de Lauzon (ou Morahan-de Lauzon)  est une poétesse canadienne qui publia en particulier Angels' Songs from the Golden City of the Blessed en 1918 et From the Kingdom of the Stars en 1922.
Elle vécut au Québec et fut une chrétienne et une spiritualiste accomplie. Inspirée par la Première Guerre mondiale, elle traita dans sa poésie des problèmes de la guerre et du nationalisme allemand.